# Bobslæde under vinter-OL 2022 – Toer-bob (mænd)
Bobslædekonkurrencen i Toer-bob for mænd ved vinter-OL 2022 bliver afholdt den 18. og 19. februar 2022, i Xiaohaituo Bobsleigh and Luge Track i Yanqing-distriktet i Beijing.

## Resultater
| Rangering                        | Bib | Atlet                                                   | Land                      | Løb 1    | Rangering | Løb 2   | Rangering | Løb 3    | Rangering | Løb 4   | Rangering | Total   | Behind |
| -------------------------------- | --- | ------------------------------------------------------- | ------------------------- | -------- | --------- | ------- | --------- | -------- | --------- | ------- | --------- | ------- | ------ |
| 1                                | 4   | Francesco Friedrich Thorsten Margis                     | Tyskland                  | 59.02 TR | 1         | 59.36   | 2         | 58.99 TR | 1         | 59.52   | 1         | 3:56.89 |        |
| 2. plads, sølvmedaljemodtager(e) | 6   | Johannes Lochner Florian Bauer                          | Tyskland                  | 59.26    | 2         | 59.27   | 1         | 59.32    | 2         | 59.53   | 2         | 3:57.38 | +0.49  |
| 3                                | 9   | Christoph Hafer Matthias Sommer                         | Tyskland                  | 59.44    | 4         | 59.93   | 6         | 59.51    | 3         | 59.70   | 3         | 3:58.58 | +1.69  |
| 4                                | 11  | Michael Vogt Sandro Michel                              | Schweiz                   | 59.57    | 7         | 59.90   | 3         | 59.59    | 5         | 59.77   | 4         | 3:58.83 | +1.94  |
| 5                                | 14  | Benjamin Maier Markus Sammer                            | Østrig                    | 59.51    | 5         | 59.96   | 8         | 59.64    | 6         | 1:00.01 | 9         | 3:59.12 | +2.23  |
| 6                                | 1   | Rudy Rinaldi Boris Vain                                 | Monaco                    | 59.62    | 9         | 59.90   | 3         | 59.57    | 4         | 1:00.05 | 10        | 3:59.14 | +2.25  |
| 7                                | 15  | Christopher Spring Mike Evelyn                          | Canada                    | 59.54    | 6         | 1:00.03 | 10        | 59.76    | 8         | 59.93   | 5         | 3:59.26 | +2.37  |
| 8                                | 7   | Rostislav Gaitiukevich Aleksei Laptev                   | Ruslands Olympiske Komité | 59.41    | 3         | 59.91   | 5         | 59.80    | 9         | 1:00.19 | 14        | 3:59.31 | +2.42  |
| 9                                | 12  | Oskars Ķibermanis Matīss Miknis                         | Letland                   | 59.65    | 10        | 59.94   | 7         | 59.82    | 10        | 59.93   | 5         | 3:59.34 | +2.45  |
| 10                               | 5   | Justin Kripps Cam Stones                                | Canada                    | 59.61    | 8         | 1:00.08 | 14        | 59.71    | 7         | 1:00.00 | 8         | 3:59.40 | +2.51  |
| 11                               | 8   | Brad Hall Nick Gleeson                                  | Storbritannien            | 59.69    | 11        | 1:00.05 | 13        | 1:00.22  | 18        | 59.96   | 7         | 3:59.92 | +3.03  |
| 12                               | 13  | Romain Heinrich Dorian Hauterville                      | Frankrig                  | 59.93    | 16        | 1:00.04 | 11        | 59.92    | 12        | 1:00.05 | 10        | 3:59.94 | +3.05  |
| 13                               | 17  | Frank Del Duca Hakeem Abdul-Saboor                      | USA                       | 59.87    | 13        | 1:00.22 | 15        | 59.86    | 11        | 1:00.15 | 12        | 4:00.10 | +3.21  |
| 14                               | 22  | Sun Kaizhi Wu Qingze                                    | Kina                      | 1:00.04  | 19        | 1:00.01 | 9         | 59.99    | 13        | 1:00.25 | 15        | 4:00.29 | +3.40  |
| 15                               | 24  | Dominik Dvořák Jakub Nosek                              | Tjekkiet                  | 59.90    | 15        | 1:00.04 | 11        | 1:00.20  | 16        | 1:00.16 | 13        | 4:00.30 | +3.41  |
| 16                               | 19  | Mihai Cristian Tentea Ciprian Nicolae Daroczi           | Rumænien                  | 59.83    | 12        | 1:00.46 | 22        | 1:00.19  | 15        | 1:00.28 | 16        | 4:00.76 | +3.87  |
| 17                               | 20  | Emīls Cipulis Edgars Nemme                              | Letland                   | 1:00.00  | 18        | 1:00.24 | 16        | 1:00.20  | 16        | 1:00.46 | 18        | 4:00.90 | +4.01  |
| 18                               | 10  | Simon Friedli Andreas Haas                              | Schweiz                   | 59.97    | 17        | 1:00.37 | 20        | 1:00.47  | 23        | 1:00.34 | 17        | 4:01.15 | +4.26  |
| 19                               | 16  | Won Yun-jong Kim Jin-su                                 | Sydkorea                  | 59.89    | 14        | 1:00.28 | 17        | 1:00.10  | 14        | 1:00.97 | 20        | 4:01.24 | +4.35  |
| 20                               | 18  | Taylor Austin Daniel Sunderland                         | Canada                    | 1:00.11  | 21        | 1:00.41 | 21        | 1:00.29  | 19        | 1:00.55 | 19        | 4:01.36 | +4.47  |
| 21                               | 26  | Patrick Baumgartner Robert Mircea                       | Italien                   | 1:00.08  | 20        | 1:00.47 | 24        | 1:00.38  | 21        | N/A     | N/A       | 3:00.93 | N/A    |
| 22                               | 23  | Li Chunjian Liu Wei                                     | Kina                      | 1:00.31  | 24        | 1:00.36 | 18        | 1:00.43  | 22        | N/A     | N/A       | 3:01.10 | N/A    |
| 23                               | 3   | Ivo de Bruin Jelen Franjic                              | Holland                   | 1:00.46  | 27        | 1:00.36 | 18        | 1:00.35  | 20        | N/A     | N/A       | 3:01.17 | N/A    |
| 24                               | 21  | Suk Young-jin Kim Hyeong-geun                           | Sydkorea                  | 1:00.28  | 23        | 1:00.46 | 22        | 1:00.52  | 24        | N/A     | N/A       | 3:01.26 | N/A    |
| 25                               | 2   | Maksim Andrianov Vladislav Zharovtsev                   | Ruslands Olympiske Komité | 1:00.24  | 22        | 1:00.75 | 26        | 1:00.55  | 26        | N/A     | N/A       | 3:01.54 | N/A    |
| 26                               | 25  | Markus Treichl Markus Glueck                            | Østrig                    | 1:00.42  | 26        | 1:00.52 | 25        | 1:00.66  | 27        | N/A     | N/A       | 3:01.60 | N/A    |
| 27                               | 28  | Hunter Church Charlie Volker                            | USA                       | 1:00.38  | 25        | 1:01.40 | 30        | 1:00.53  | 25        | N/A     | N/A       | 3:02.31 | N/A    |
| 28                               | 29  | Axel Brown Andre Marcano (Løb 1–2) Shakeel John (Løb 3) | Trinidad og Tobago        | 1:00.81  | 28        | 1:00.89 | 27        | 1:00.86  | 28        | N/A     | N/A       | 3:02.56 | N/A    |
| 29                               | 27  | Edson Bindilatti Edson Martins                          | Brasilien                 | 1:01.11  | 29        | 1:01.36 | 29        | 1:01.34  | 29        | N/A     | N/A       | 3:03.81 | N/A    |
| 30                               | 30  | Shanwayne Stephens Nimroy Turgott                       | Jamaica                   | 1:01.23  | 30        | 1:01.35 | 28        | 1:01.54  | 30        | N/A     | N/A       | 3:04.12 | N/A    |